# Сан Мартино сул Фјора
Сан Мартино сул Фјора (итал. San Martino sul Fiora) је насеље у Италији у округу Гросето, региону Тоскана.
Према процени из 2011. у насељу је живело 211 становника. Насеље се налази на надморској висини од 444 м.